# Deutsche Cadre-71/2-Meisterschaft 1954/55

Veranstaltungsort: Köln

Die Deutsche Cadre-71/2-Meisterschaft 1954/55 ist eine Billard-Turnierserie und fand vom 7. bis 10. Mai 1955 in Köln zum zehnten Mal statt.

## Geschichte
Erstmals wurde diese Deutsche Cadre-71/2-Meisterschaft als Multidisziplin-Meisterschaft im neu eröffneten Rudolph’schen Casino in Köln veranstaltet. Es wurden alle Disziplinen des Karambolbillards gespielt. Sieger wurde der zweifache Europameister Walter Lütgehetmann. In Deutschland war es sein dritter Titel in dieser Disziplin. Mit 33,33 verbesserte er auch seinen eigenen deutschen Rekord im Generaldurchschnitt (GD). Platz zwei ging in seinem neu eröffneten Billard-Casino an den Titelverteidiger Ernst Rudolph. Dritter wurde der Düsseldorfer Siegfried Spielmann.

## Modus
Es wurde im Round-Robin-Modus bis 300 Punkte gespielt.
Die Endplatzierung ergab sich aus folgenden Kriterien:
1. Matchpunkte
2. Generaldurchschnitt (GD)
3. Bester Einzeldurchschnitt (BED)
4. Höchstserie (HS)

## Teilnehmer (Alphabetisch)
1. Ernst Rudolph (Kölner Billard-Club 1908) (Titelverteidiger)
2. Josef Bolz (Billard Sport-Klub 1934 Köln-Nippes)
3. Walter Lütgehetmann (Billard Club Frankfurt 1912)
4. Siegfried Spielmann (Düsseldorfer Billardfreunde 1954)

### Abschlusstabelle
| Klassement                 | Klassement          | Klassement | Klassement | Klassement | Klassement | Klassement | Klassement | Klassement |
| Platz                      | Name                | MP         | Pkte.      | Aufn.      | GD         | BED        | HS         |            |
| -------------------------- | ------------------- | ---------- | ---------- | ---------- | ---------- | ---------- | ---------- | ---------- |
| 1                          | Walter Lütgehetmann | 6:0        | 900        | 27         | 33,33      | 42,85      | 121        |            |
| 2                          | Ernst Rudolph       | 4:2        | 657        | 37         | 17,75      | 25,00      | 91         |            |
| 3                          | Siegfried Spielmann | 2:4        | 691        | 44         | 15,70      | 18,75      | 102        |            |
| 4                          | Josef Bolz          | 0:6        | 295        | 38         | 7,76       | –          | 36         |            |
| Turnierdurchschnitt: 17,41 |                     |            |            |            |            |            |            |            |